# Gayenna trivittata
Gayenna trivittata är en spindelart som först beskrevs av Philipp Bertkau 1880.  
Gayenna trivittata ingår i släktet Gayenna och familjen spökspindlar. Inga underarter finns listade i Catalogue of Life.